# Пархон, Константин
Константи́н Йо́н Пархо́н (рум. Constantin Ion Parhon; 15 октября 1874, Кымпулунг — 9 августа 1969, Бухарест) — румынский государственный и политический деятель, учёный, медик-эндокринолог. Глава Румынии с 1948 по 1952 год.

## Биография
Родился 15 октября 1874 года в городе Кымпулунг в семье школьного учителя. Окончил лицей в Плоешти и Университет Бухареста в 1898 году, где получил степень доктора медицины.
Являлся заведующим кафедрой неврологии и психиатрии Ясского университета с 1912 по 1933 год. С 1934 года — заведующий кафедрой эндокринологии медицинского факультета Университета Бухареста.
Социалист по взглядам, ещё в юношеском возрасте оказавшийся под впечатлением от трудов Маркса, был среди основателей недолговечной Рабочей партии (Partidul Muncitoresc), влившейся в Царанистскую (крестьянскую) партию, вёл активную общественную деятельность, в частности, выступил в защиту участников Татарбунарского восстания. После отречения последнего короля Михая I с 30 декабря 1947 по 13 апреля 1948 — член временного Президиума Румынии, избранного после отречения короля, а с 13 апреля 1948 по 12 июня 1952 — Председатель Президиума Великого национального собрания Румынии. Позднее вновь посвятил себя научной деятельности.
Член Румынской Академии.

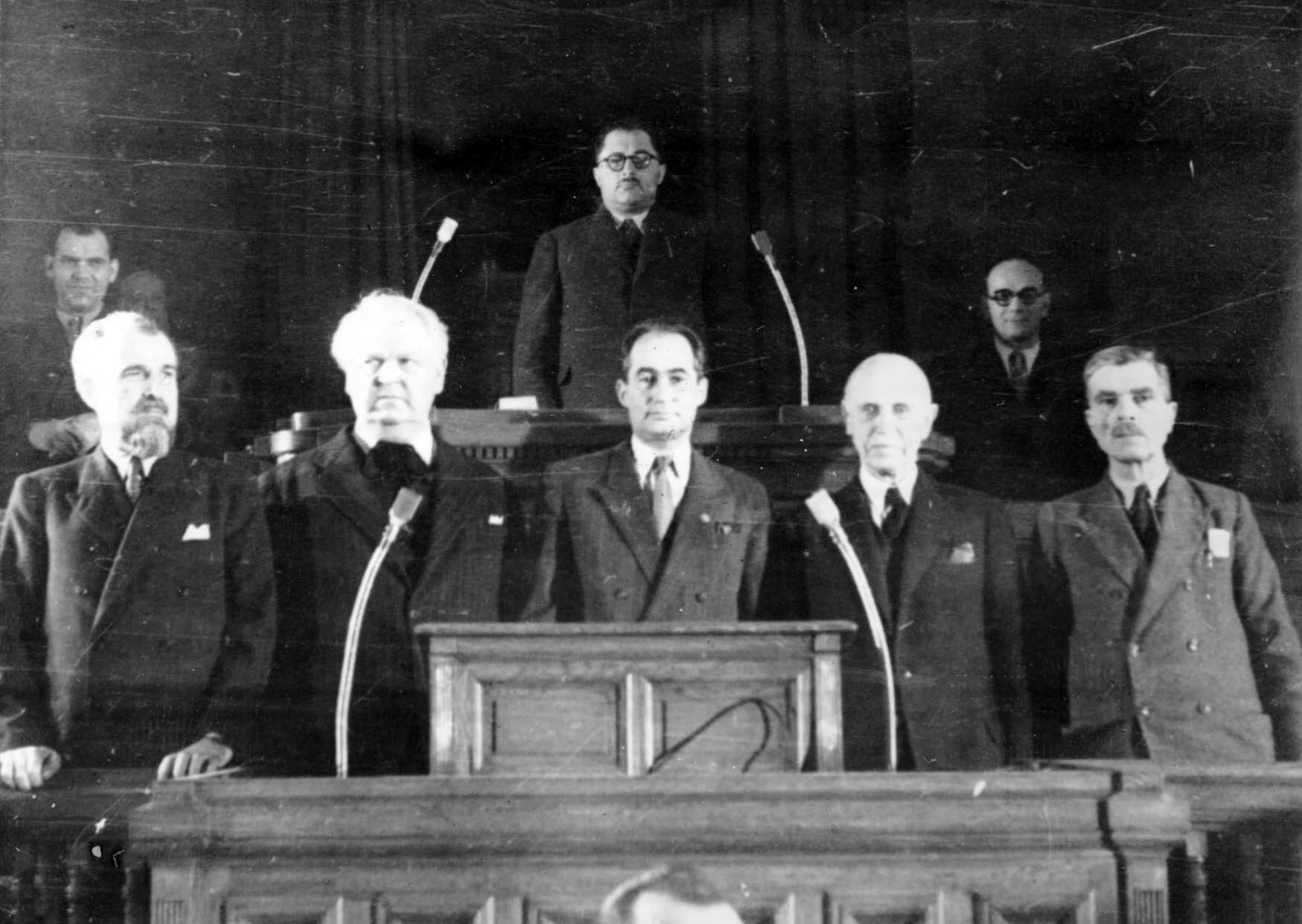
Пархон (второй справа) в составе Временного Президиума Румынии

Умер 9 августа 1969 года в Бухаресте. Был похоронен в Парке Свободы в Бухаресте, после революции 1989 года был перезахоронен на другом кладбище.

## Награды
- орден Ленина (26.10.1959)